# 正楽寺 (久喜市)
正楽寺（しょうらくじ）は、埼玉県久喜市にある曹洞宗の寺院。

## 歴史
創建年代は不明であるが、岡安信経の開基である。信経は父の岡安源泰の意向もあり、現在の白岡市にある興善寺第6世住職の潭洲運龍を開山として招聘し、寺を創建した。運龍は1617年（元和3年）寂であることから、それ以前に創建されたものと推測される。その後、1769年（明和6年）に享山宗元によって中興された。
当寺は徳川家康の家臣で当地を所領とした柴田康忠の陣屋跡といわれている。そういう経緯もあり、康忠の位牌や念持仏（地蔵菩薩像）が安置されている。

## 交通アクセス
- 新白岡駅より徒歩35分。